# Zaphne
Zaphne är ett släkte av tvåvingar. Zaphne ingår i familjen blomsterflugor.

## Bildgalleri

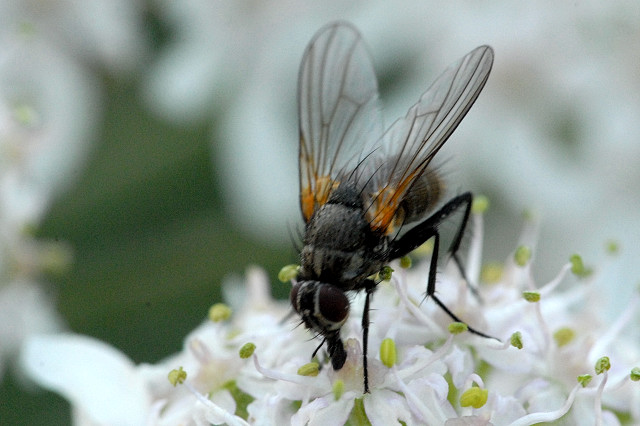
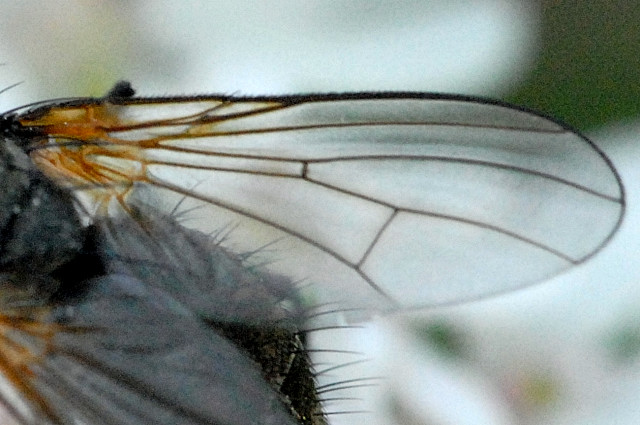

## Dottertaxa tillZaphne, i alfabetisk ordning[1][2]
- Zaphne aculeata
- Zaphne alpina
- Zaphne altilega
- Zaphne ambigua
- Zaphne arctopolita
- Zaphne barbiventris
- Zaphne borealis
- Zaphne brunneifrons
- Zaphne cascadica
- Zaphne caudata
- Zaphne churchillensis
- Zaphne coquilletti
- Zaphne diffinis
- Zaphne digitalis
- Zaphne divisa
- Zaphne fasciculata
- Zaphne flavohalterata
- Zaphne frontata
- Zaphne gymnura
- Zaphne ignobilis
- Zaphne implicata
- Zaphne inuncta
- Zaphne katahdinensis
- Zaphne laxibarbiventris
- Zaphne lineatocollis
- Zaphne manuata
- Zaphne mercedes
- Zaphne nearctica
- Zaphne nigerrima
- Zaphne nuda
- Zaphne occidentalis
- Zaphne packardi
- Zaphne pamirensis
- Zaphne pilipyga
- Zaphne polita
- Zaphne proxima
- Zaphne rotundata
- Zaphne seticauda
- Zaphne sierrae
- Zaphne sinuata
- Zaphne spiniclunis
- Zaphne subarctica
- Zaphne tristis
- Zaphne uniformis
- Zaphne verticina
- Zaphne wierzejskii
- Zaphne zetterstedti
- Zaphne zetterstedtii